# 上信電鉄200形電車
上信電鉄200形電車（じょうしんでんてつ200がたでんしゃ）は、上信電鉄が1964年（昭和39年）に導入し2020年（令和2年）まで運用していた通勤形電車である。

## 概要
上信電鉄が当時計画していた日本国有鉄道（国鉄）上越線新前橋駅乗り入れ、および輸送力増強や車両の近代化を目的に自社発注した同社初の全鋼製、カルダン駆動車である。1964年と1969年（昭和44年）の2次に渡って、下仁田向きの制御電動車であるデハ200（Mc）が5両、高崎向きの制御付随車であるクハ300（Tc）が4両の合計9両が導入された。以下1964年製のデハ201-203、クハ301・302を1次車、1969年製のデハ204・205、クハ303・304を2次車として記述する。なお、1次車はデハ3両に対してクハ2両の導入となっているが、これはデハ1両を多客時向けの予備車として、ラッシュ時などに下仁田側に連結して3両編成を組成するためである。

## 車体
上信電鉄では当時16 m - 17 m級車体の在来車両の車体更新によって車両の大型化を模索しており、1961年（昭和36年）に18 m級3扉のクハ22、翌1962年（昭和37年）に19 m級3扉としたデハ10を導入していたが、本系列はそれらの車両をさらにもう一回り大きくした20 m級車体の完全新造車として計画された。1次車は国鉄の4扉通勤電車である国鉄101系電車、2次車は製造元の西武所沢車両工場で同時期に製造されていた西武鉄道の3扉通勤電車である西武101系電車に準じた設計とされ、いずれも20 m級片側3扉の全鋼製車体であるが、車体外観はそれぞれ異なる。
前面デザインはいずれも3枚窓であり、前述の通り増結車を下仁田側に連結する関係上、高崎側を向き、車両間の通り抜けをしない前提のために非貫通型とされたクハ300の1次車以外はすべて貫通扉を備えた貫通型デザインとされた。
運転席は、本形式の新製当時上信線では保安システムにタブレット閉塞を採用していたために、行き違い駅でのタブレット交換の利便性を図っていずれも進行方向右側に配されている。
灯具類は正面上部中央にシールドビーム2灯式のヘッドライトを、尾灯は腰部に配置する。また運転台窓の上部左右には行先方向幕と種別幕を装備する。
また、低運転台を採用した1次車に対して、2次車は高運転台を採用したために運転台側のみ窓がやや小さくなっているのが特徴である。
屋根部分の構造は1次車は車体側構が屋根にまで回り込む形状の所謂張り上げ屋根、2次車は西武鉄道において清掃効率向上のために同社801系以降採用されていた雨どいを側面上方に配置した構造とされ、いずれも屋根上にはグローブ型ベンチレーターを7個設置した。
側面窓は1次車は自社の車体更新車と同様の特徴的な1段上昇式、2次車は西武鉄道の車両に倣った2段上昇式のものを採用した。側面客用ドアは両開き式で、夏季の室内換気および冬季の室内保温を目的として半自動開閉装置を搭載し、扉部分はいずれも室内側にも塗装を施した「塗りドア」だが、トップナンバーであるデハ201とクハ301のみ1970年代の一時期、外側を無塗装としたステンレス製のものが使用されており、外観上の特徴となっていた。またドアエンジンは1次車の車体の設計基本とされる国鉄101系電車が1ドアにつき1台搭載としていたのに対して本系列の1次車では1ドアにつき2台搭載とした。
車体塗装に関しては、1次車は当初クリーム地に窓周りなどにマルーンの帯を巻いた当時の在来車両のものをアレンジした塗装を施されていたが、後述の2次車登場後に同様のコーラルレッド地に紺色の帯を施した塗装に変更された。

## 車内
座席は1次車・2次車ともオールロングシートだが、1次車では乗務員室直後には座席が設けられなかったのに対して、2次車ではこの場所にも座席が設けられるなどの相違点がある。また、客用ドア3枚の内中間のドア脇には、車掌が車内巡回を行う際のドア扱いの利便性を図って車掌スイッチが設置された他、各車内には7台の扇風機が設置された。

## 主要機器
1次車・2次車共基本的には共通である。
また、粘着重量を有効利用するために、主制御器・電動発電機・空気圧縮機といった主要な機器はデハ200に集中搭載した。このため同形式は当初より片運転台構造ではあるが、電気的には単独で走行することが可能であった。
主制御器は、1台で4基の主電動機を制御する1C4M仕様の東洋電機製造製電動カム軸接触式界磁制御付間接制御器ACF-H4100-574Aを搭載する。発電制動を持たない力行のみの制御で主電動機2基を1組とした永久直列の2群に分けて直並列制御および弱め界磁制御を行う。主幹制御器は、力行のみ3ノッチとした。
主電動機には東洋電機製造製の補極付自己通風型直流直巻電動機TDK806/4-DおよびTDK806/4-D1を採用した。駆動装置はKD315-Aハスバ歯車一段減速中空軸平行カルダン駆動装置を採用し、歯車比は84:15（5.6）である。定格速度は1次車において51.5 km/hと通勤・通学向けに使用される電車としては高めの数値となっている。
台車はいずれも国鉄DT21形台車の同等品で軸箱支持がウィングばね式、車体支持方式は揺れ枕吊り式で枕ばねにはオイルダンパ付きのコイルばねを用いており、1次車は近畿車輛製のKD207（Mc）・KD207A（Tc）、2次車は住友金属工業製のFS342（Mc）・FS342T（Tc）を採用した。なお、FS342台車は西武鉄道において601系から801系まで採用された機種だが、本形式に採用するにあたって、つば付円筒複列ころ軸受や一体圧延車輪の採用などのマイナーチェンジが行われている。
ブレーキ装置は在来の吊り掛け駆動車と同じく自動空気ブレーキ方式で、M-23弁を用いた元空気溜め管式自動空気ブレーキ（AMAR）を採用した。また、ブレーキ故障に備えて手ブレーキを装備する。
電動発電機は東洋電機製造製TDK362-A（出力5 kVA・2相交流100 V - 60 Hz）、空気圧縮機はDH-25形（定格吐出量760 L/min）を採用した。

## 変遷

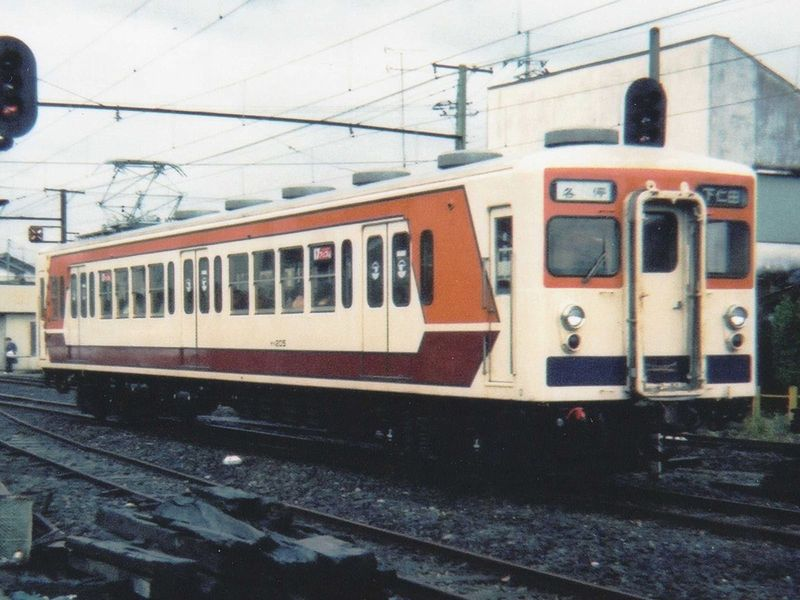
250形と同様の塗装となったデハ205の増設運転台側（1991年頃上州富岡駅）

1次車と2次車は性能上の差異は殆どないため、共通に運用され1次車と2次車での混結も見られた。
また1981年（昭和56年）には本系列の増結を目的とした実質的な増備車として、両運転台構造・空気ばね台車などの新機軸を盛り込んだ250形が2両導入された。
こうして事実上11両体制となった後は、1000形と共に3両編成での運用を担うことが多くなった。
しかしモータリゼーションの進行に伴う乗客減を受けて運用の弾力化を図るため、デハ204とデハ205は1989年と1990年に、廃車になった東武鉄道3000系の部品を譲り受けて両運転台化された。この改造に際して塗装も250形の新製時と同様の塗装となり、同じく1両での運行も行われるようになった。
1996年（平成8年）にはワンマン運転の開始を前にして、ワンマン化改造が全車に対して行われた。経営合理化が進むのと並行して塗装の省力化も始まり、250形と同様の塗装になっていた前述の2両も含めて全車コーラルレッド1色となった。
1997年（平成9年）にはクハ303に対して当時編成を組んでいたデハ251と共に冷房化改造が行われ、バスなどに使用される床置き式の冷房装置が搭載された。本系列の冷房化改造は同車以外には施工されなかったため、以降同車は系列の全廃に至るまで唯一の冷房車となった。
2004年（平成16年）10月16日のダイヤ改正をもって単行や3両編成の運用は無くなり本系列は終日2両編成で運用されることとなった。
冷房車の導入が進んだことで晩年は本系列の非冷房車は夏季に予備車となり、該当する時季には通常の営業運転に使用される機会は少なかったものの、ブレーキ装置が電気機関車や貨車と同じ自動空気ブレーキ方式であるためにデキ1形の牽引するイベント臨時列車の客車役や工事列車としてホキ800形のけん引役に使用される機会が存在した。

## 現状
老朽化が進んでいることに加えクハ303以外が非冷房車であり、2004年以降500形・7000形・700形の導入に伴って廃車が進められた。1次車は2013年までに全廃され、2次車も2020年までに全車両が運用を終了した。本系列の引退をもって上信電鉄は首都圏おける狭軌の電化普通鉄道の中で最後に営業用車両の冷房化率100 %を達成した。

### 1次車
- デハ201・クハ301- 2004年にさよなら運転を行った後、同年12月8日付[11]で廃車。

- デハ202・クハ302- 2006年1月31日付で廃車[11]。

- デハ203-  2013年3月31日付で廃車[12]。廃車後も高崎検車区に留置されていたが、2015年3月に高崎駅の待合室として使用するため、地元の群馬県立高崎産業技術専門校の訓練生たちの手によって車内にテーブルや冷房装置、JR東日本の廃車発生品のリクライニングシートを設置するなどの改装を受け、「電車型待合室　『絲綢之間（シルクのま）』」として高崎駅の側線を利用したスペースにて使用されている。

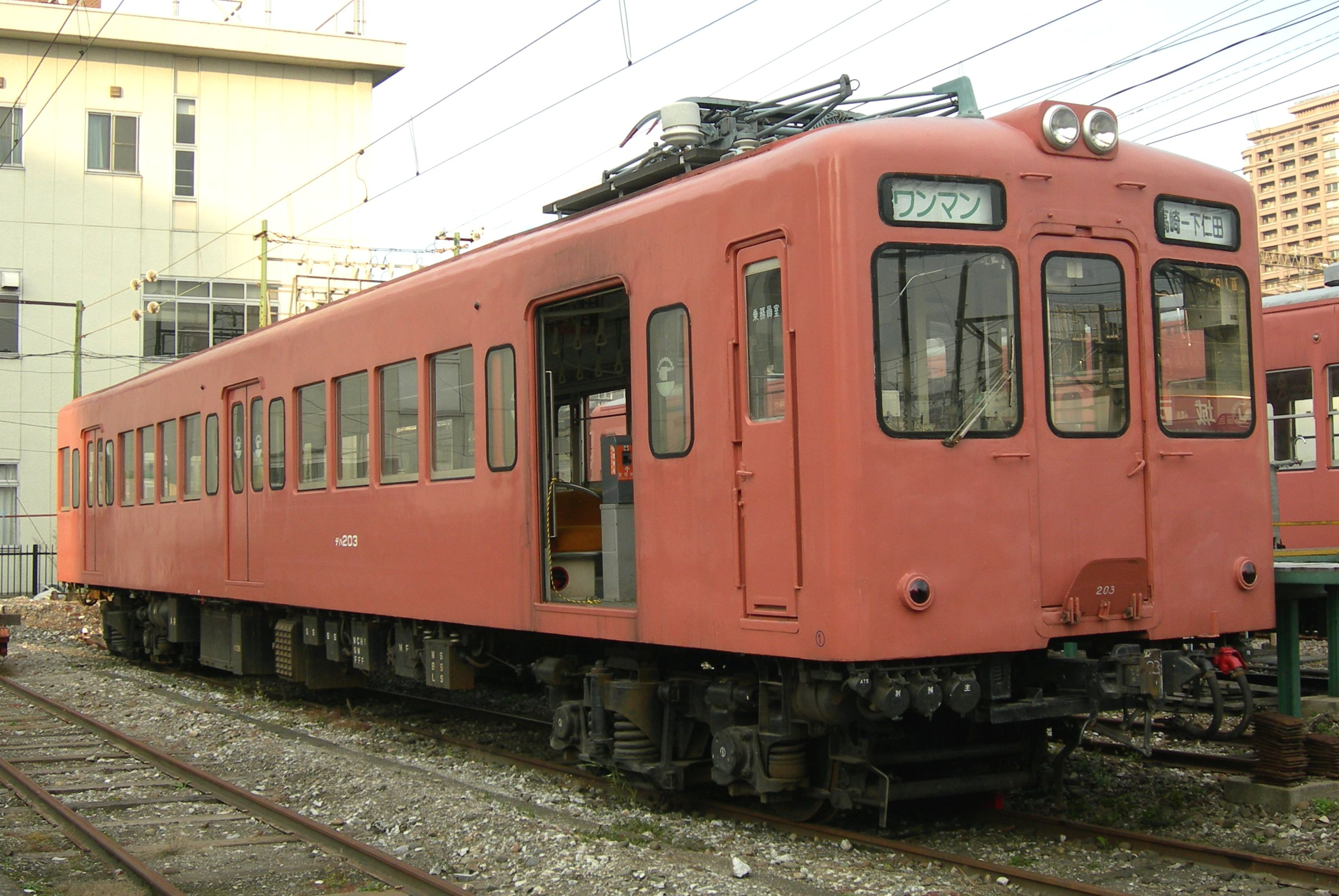
デハ203（2009年 高崎駅）
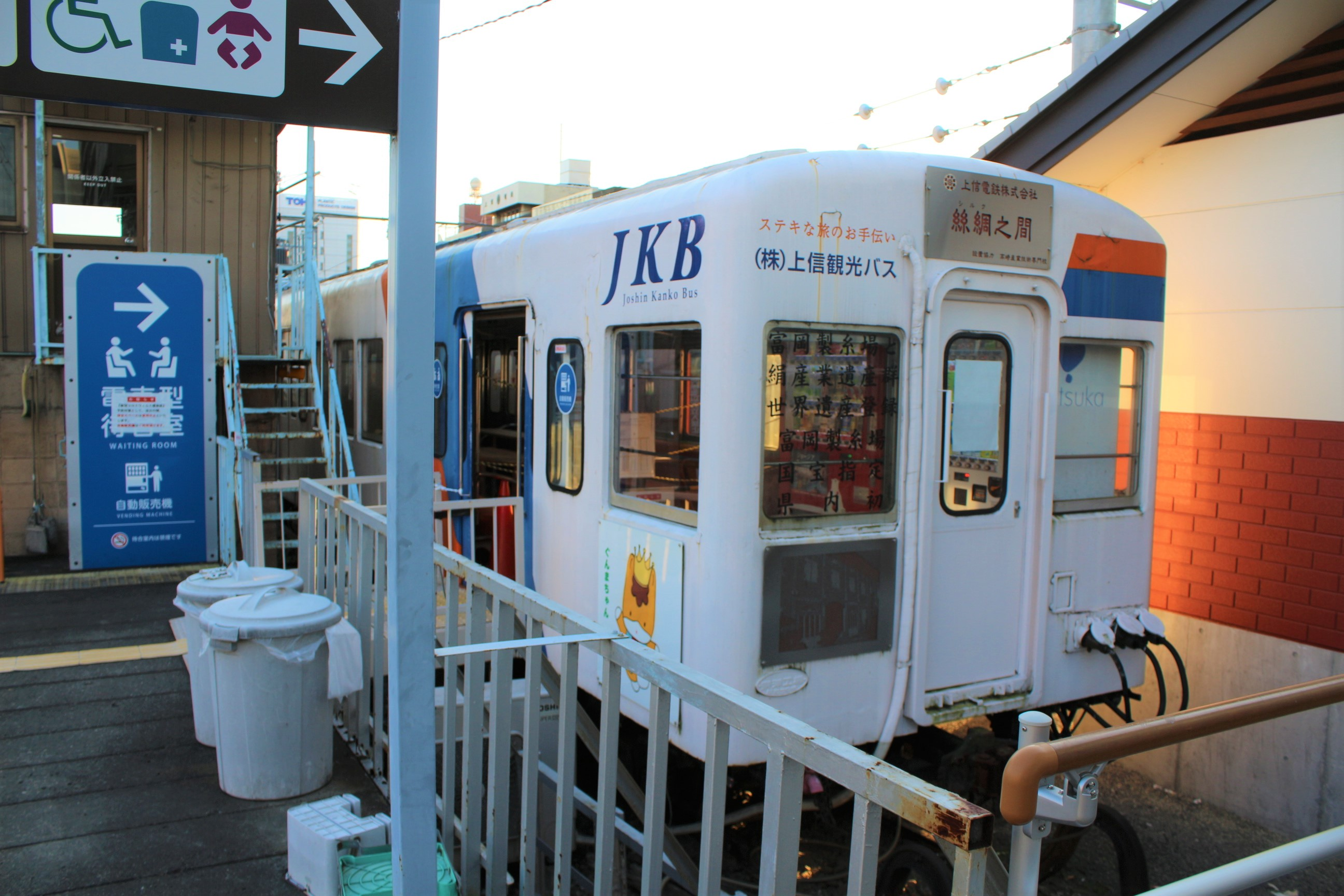
電車型待合室　『絲綢之間（シルクのま）』（2020年 高崎駅）
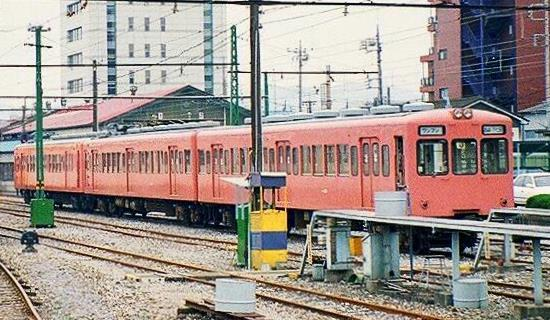
クハ302を先頭とした3両編成（1999年 高崎駅）

### 2次車
- デハ204・クハ304 - デハは上述の通り両運転台化されているが、2004年のダイヤ改正以降はこの2両で編成を組むのが基本である。2005年12月より上信線沿線の富岡市にある富岡製糸場を世界遺産に登録することを呼びかけるPR車両となった。コーラルレッドの車体色をそのまま生かした「世界遺産レンガ列車」と称し、下仁田側前面に「明治五年」、側面には「富岡製糸場を世界遺産に」と表記されている。2014年4月に茶色に塗り替えられた際にも側面の文字表記は残されたが、富岡製糸場が世界遺産登録されたことにより、「祝富岡製糸場世界遺産登録」に変更された。クハ304は2019年に定期運用を離脱しており、上州福島駅の構内側線に留置されていたが、2021年夏頃に高崎車両区に戻され解体された｡

- デハ205 - 両運転台構造であることから、救援車代用として下仁田に留置されていたり、また2007年から2011年にかけては、補修待ち状態であったデキ1形に代わって事業用に運用されることが多かった。またデハ251やデハ204の検査時などにはクハと連結して営業運行に使用されることもある。1990年代以降塗装はコーラルレッド1色であったが、2010年9月に細い濃紺の帯が追加され登場時の塗装に戻った[13]。しかし2014年の全般検査に際し、500形第1編成などと同様1000形の登場時の塗装をアレンジしたアイボリー地に緑のラインを施した塗装に変更された。

- クハ303 - 前述のように1997年に冷房化改造が行われており、本系列唯一の冷房車である。同時に冷房化が行われた250形デハ251とほぼ固定編成（デハ251が検査の際はデハ205と組むことがある）を組んでいた。2000年より前橋市にある人形等の製造販売会社「人形処かんとう」の広告車になっていたが2014年に解除され、デハ251と同様のアイボリー地に緑のラインを施した塗装に変更されている。2019年に、定期運用から離脱した後は、高崎駅の側線に留置されている。

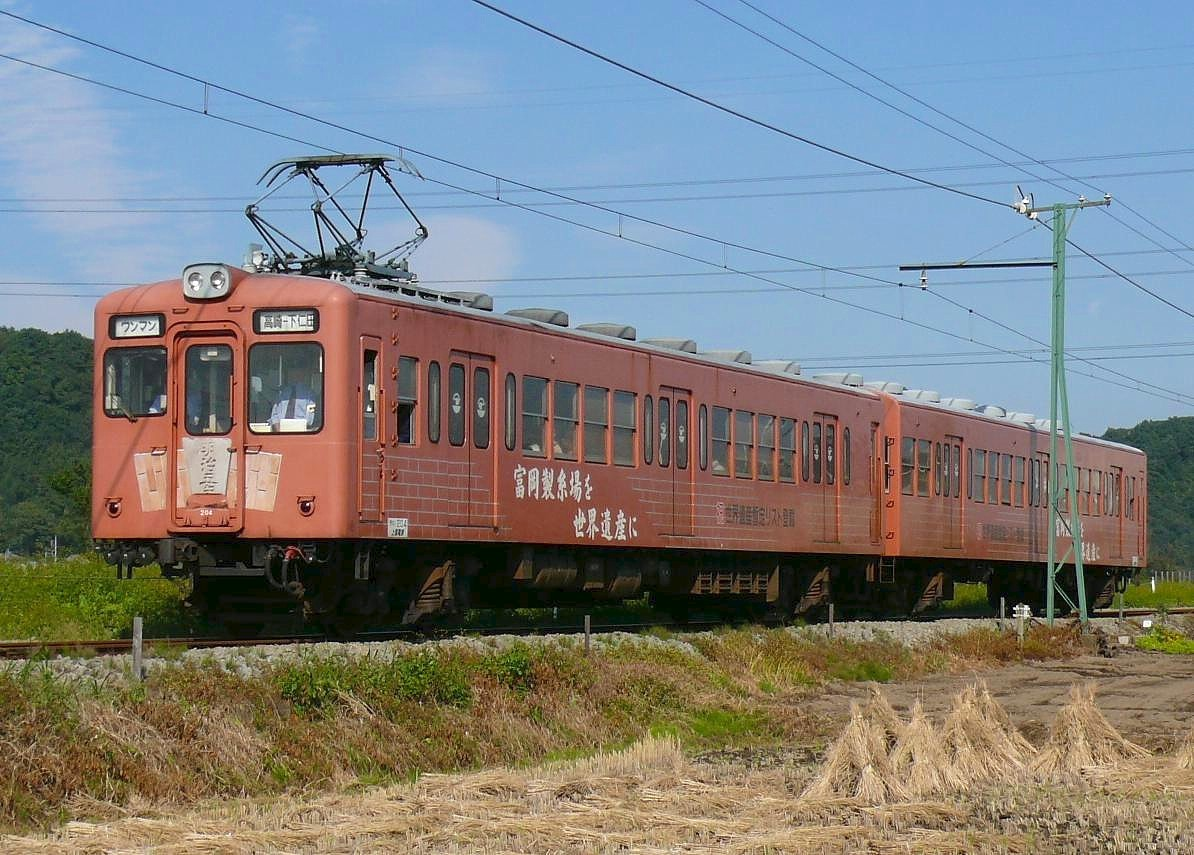
デハ204
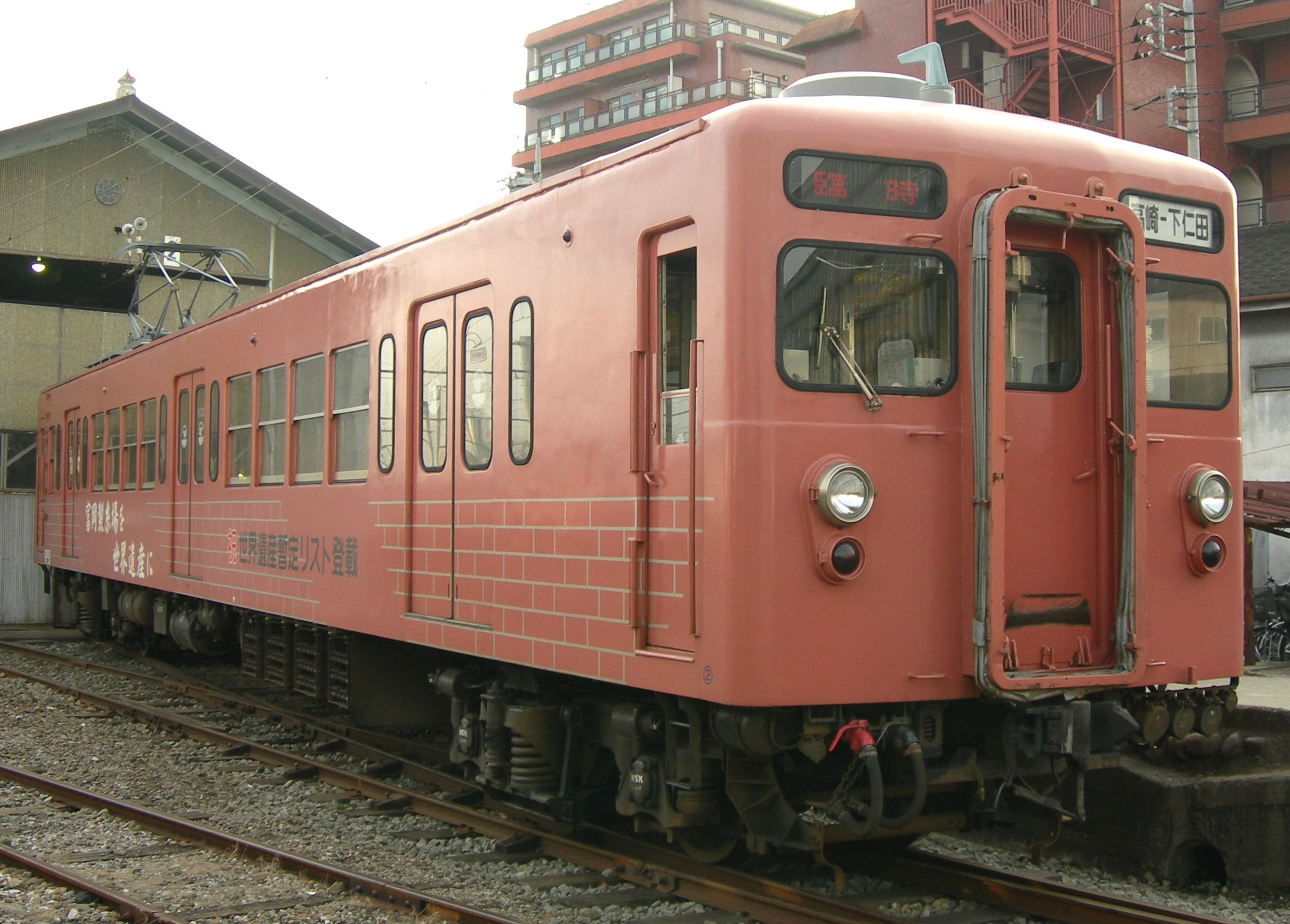
デハ204（増設運転台側）
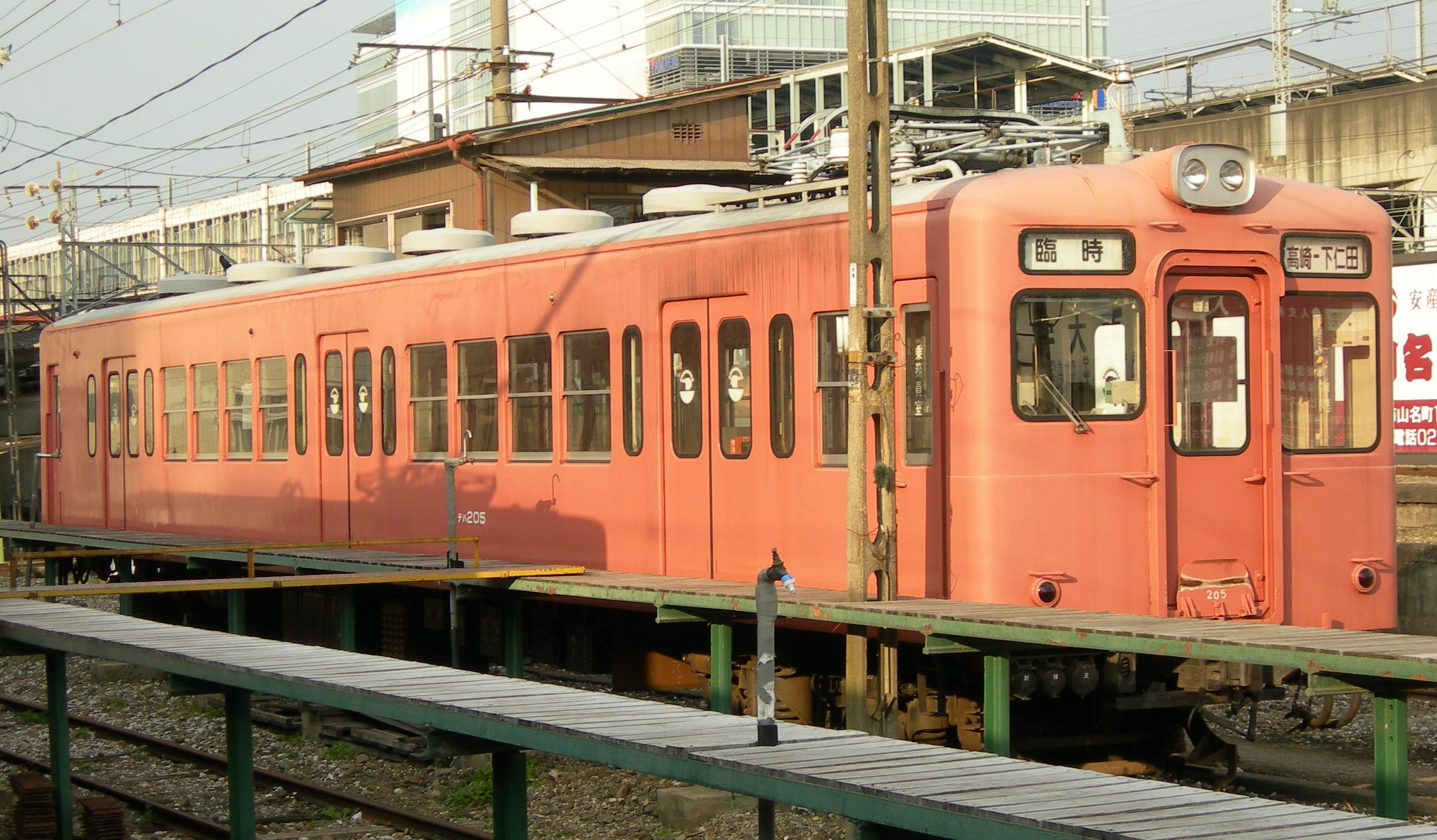
デハ205
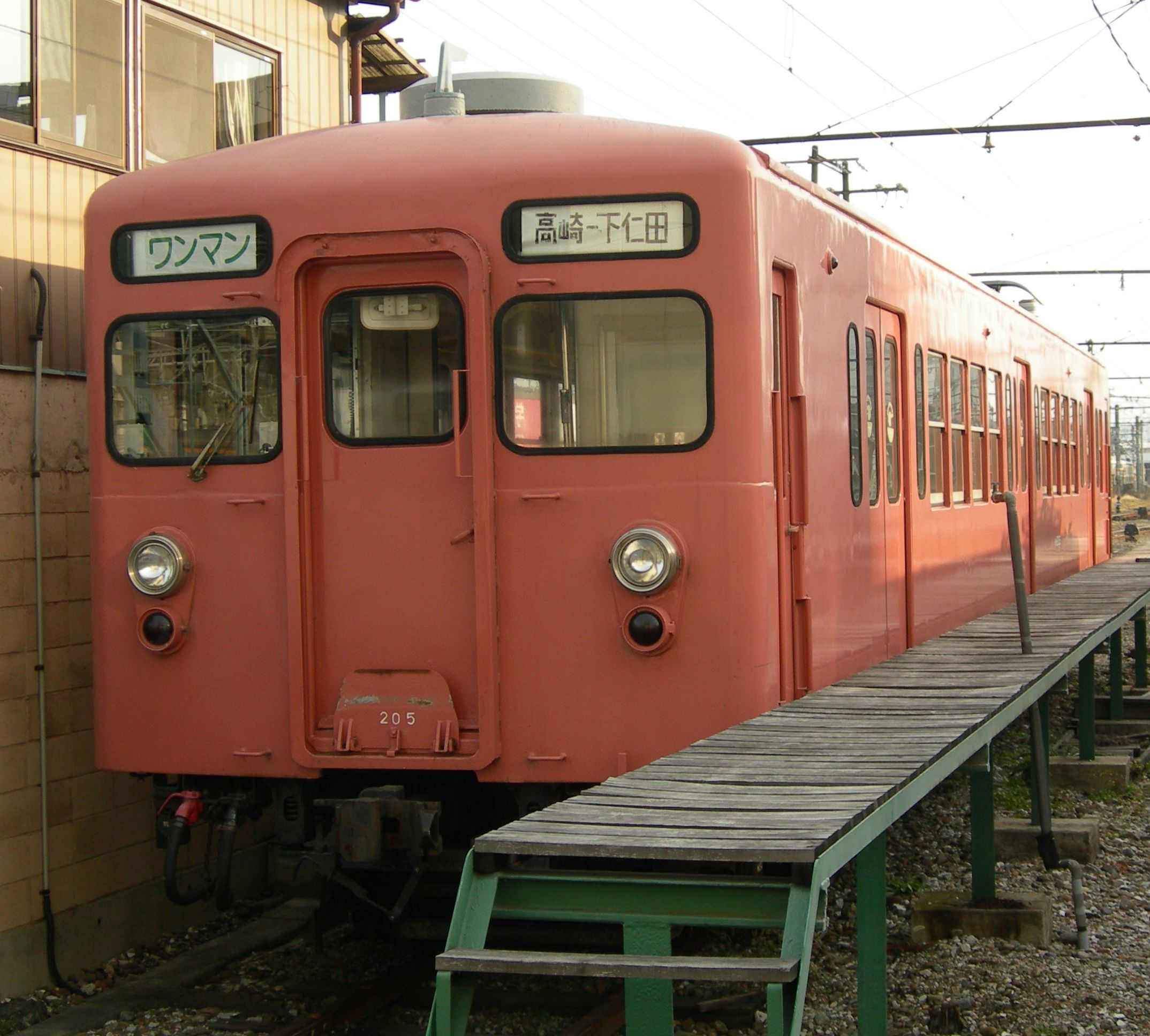
デハ205（増設運転台側)
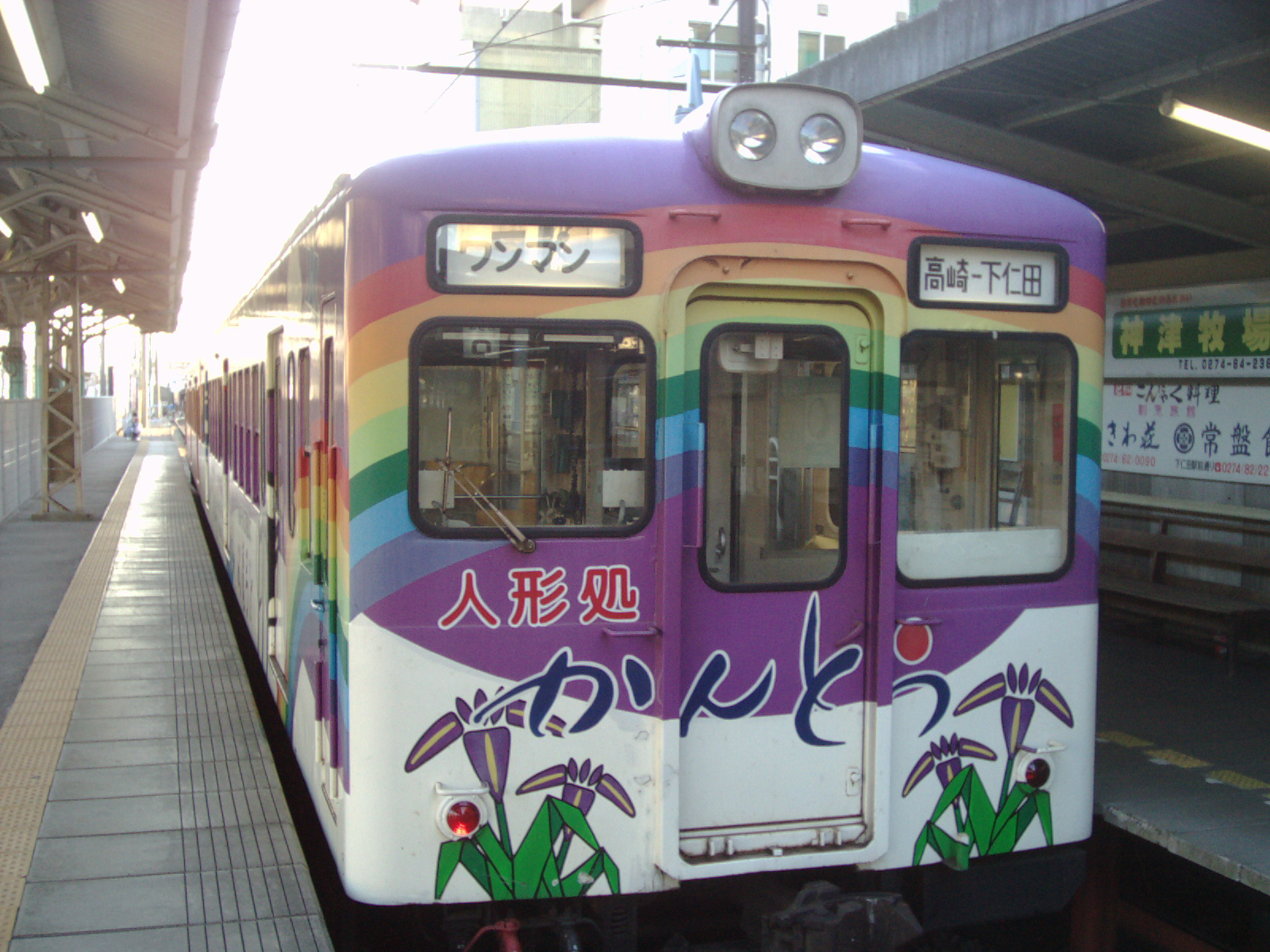
クハ303（人形処かんとう広告車）
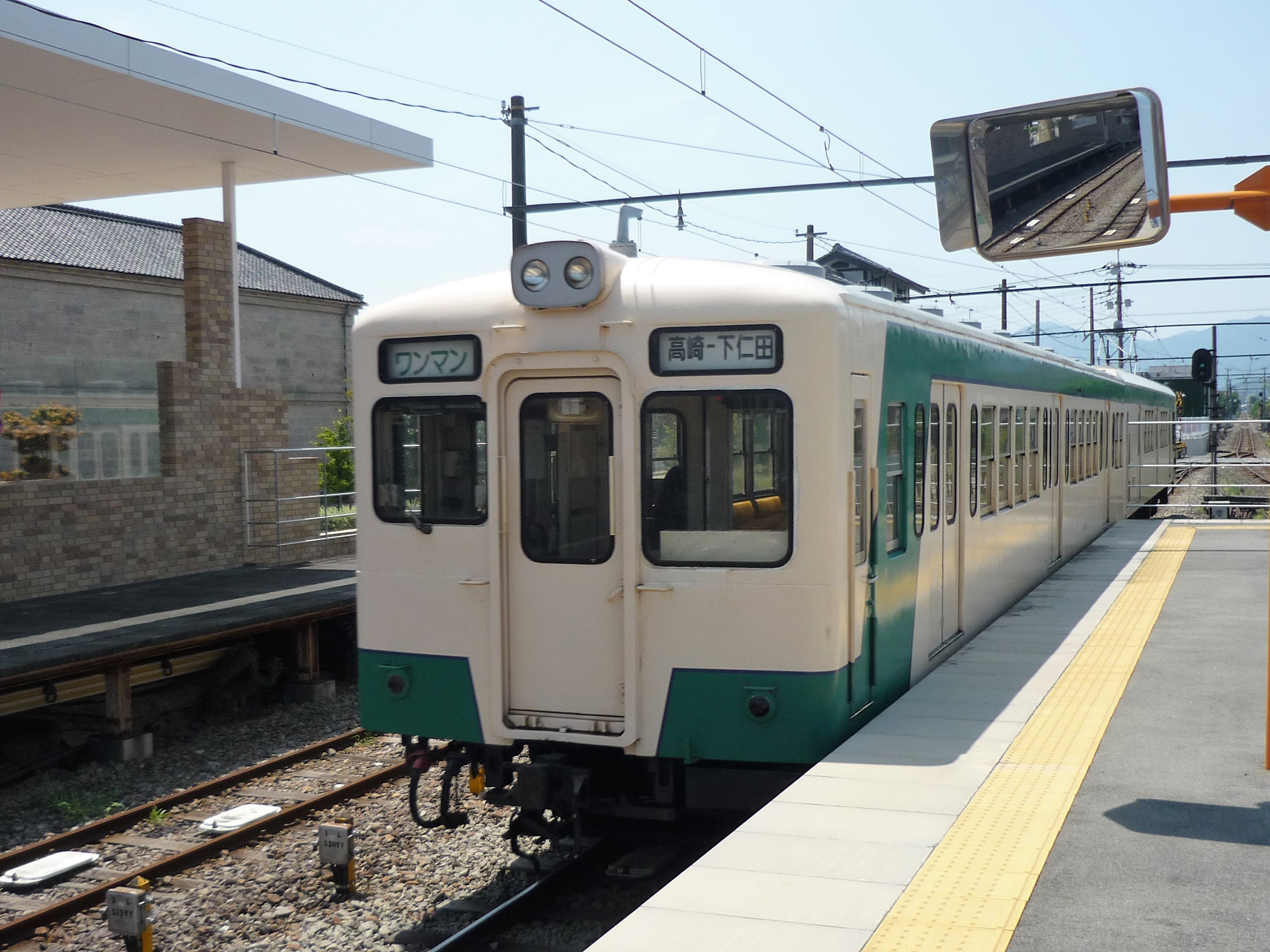
クハ303（2018年現在の塗装）
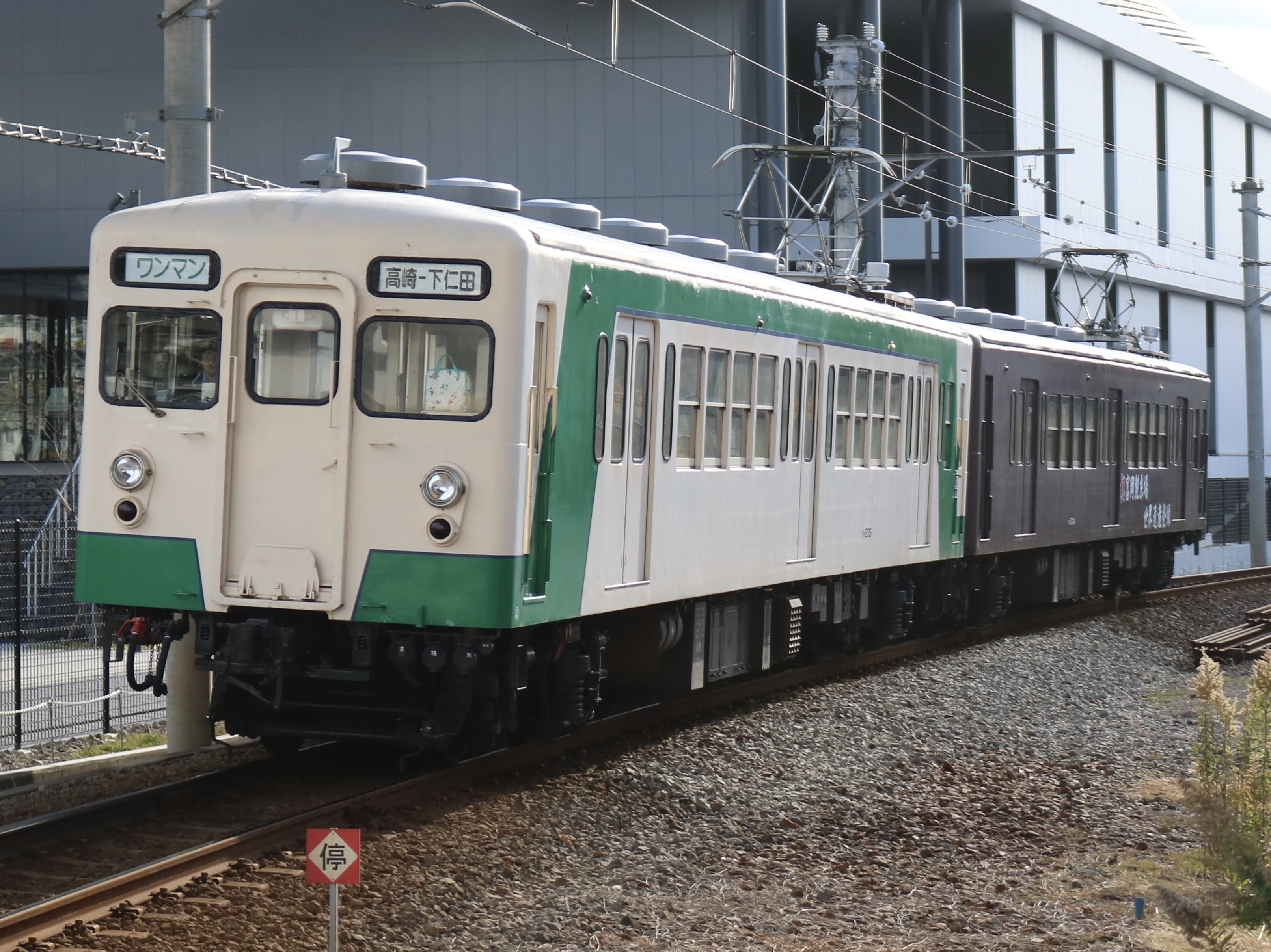
デハ205（2019年現在の塗装）
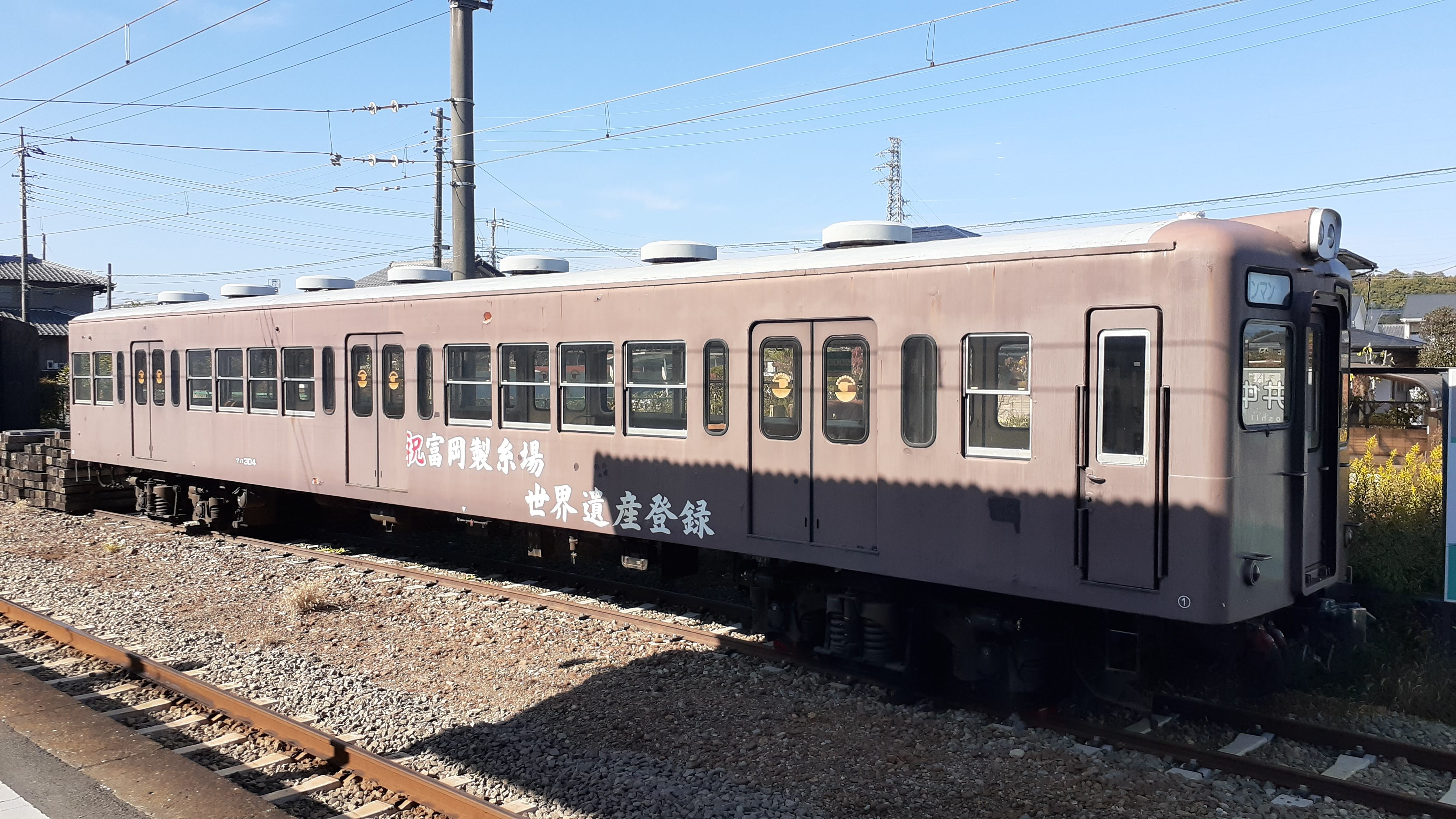
クハ304（茶色塗装）